# Anschlag von Luxor 1997
Der Anschlag von Luxor, auch Massaker von Luxor, fand am 17. November 1997 in Deir el-Bahari, einer archäologischen Ausgrabungsstätte in der Nähe des Nils in Ägypten, statt. Islamisten töteten hier mehrere Dutzend ausländische Touristen. Der Totentempel der Hatschepsut in Deir el-Bahari ist eine der bekanntesten ägyptischen Touristenattraktionen.

Deir el-Bahari, Hatschepsut-Tempel (2007)

## Ablauf
Im Laufe des Morgens griffen sechs mit automatischen Waffen und Messern ausgerüstete Terroristen der islamistischen Gruppe Gamaa Islamija eine Touristengruppe an, die sich zu dieser Zeit auf der zweiten Empore des Tempels aufhielt.
62 Personen, davon 58 Touristen (36 Schweizer, zehn Japaner, sechs Briten, vier Deutsche und zwei Kolumbianer) wurden getötet. Außerdem wurden vier Ägypter getötet, davon drei Polizisten und ein Reiseführer. Zwölf Schweizer, zwei Japaner, zwei Deutsche, ein Franzose und neun Ägypter wurden verletzt.
Nachdem die ägyptischen Wachposten getötet worden waren, wurden die im Tempel gefangenen Touristen über 45 Minuten hinweg systematisch ermordet. Zahlreiche Körper, vornehmlich die von Frauen, wurden mit Macheten verstümmelt. Die Terroristen nutzten sowohl Schusswaffen als auch Metzgermesser. Eine den Islam preisende Handschrift wurde in einem ausgeweideten Körper deponiert. Zu den Opfern zählte auch ein fünfjähriges britisches Kind und ein in den Flitterwochen befindliches japanisches Paar.
Nach dem Massaker entführten die Angreifer einen Bus, fuhren jedoch in einen bewaffneten Posten der ägyptischen Armee. Ein Terrorist wurde verletzt, der Rest floh in die Berge. Die Leichen der Attentäter wurden später in einer Höhle gefunden, wo sie offensichtlich gemeinschaftlichen Selbstmord begangen hatten.

## Folgen
Die Tourismusindustrie in Ägypten wurde durch diesen Anschlag über mehrere Jahre stark geschwächt. Heute sind bei den meisten Sehenswürdigkeiten oder öffentlichen Plätzen Beamte der Tourismuspolizei mit automatischen Waffen oft in gepanzerten Unterständen oder mit Stahlschilden stationiert.

## Ernennung al-Chajats zum Gouverneur von Luxor
Am 16. Juni 2013 ernannte der neue ägyptische Präsident Mohammed Mursi Adel al-Chajat zum Gouverneur der Provinz Luxor. Chajat ist ein Führer der Aufbau- und Entwicklungspartei und Gründer der Gamaa Islamija, die für den Anschlag von Luxor verantwortlich ist. 1997 war er ein Provinzverantwortlicher der Terrororganisation. Die Ernennung löste in Luxor Proteste aus. Im selben Monat legte er das Amt nieder.
Adel al-Chajat wurde für seine Rolle beim Massaker von Luxor nicht zur Rechenschaft gezogen.

## Dokumentationen
- Tod am Nil: Das Massaker von Luxor. Von Fritz Muri und Jörg Niggli. 1998 (40 Minuten)
- Massacre in Luxor. In: BBC von Philip Day. 2002. Online-Video, englisch. (60 Minuten)
- Als die Schweiz den Atem anhielt: Das Massaker von Luxor. (Memento vom 18. Juli 2011 im Internet Archive) In: SF 1, Sendung DOK von Fritz Muri vom 12. Juli 2011; (Online-Video, 37 Minuten)